# Armă radiologică
Arma radiologică (cunoscută și sub numele de „bomba murdară” , din eng. dirty bomb) este o armă de distrugere în masă cu rol de dispersie radiologică care combină materialul radioactiv cu explozivi convenționali, în scopul contaminării radioactive în aria de dispersie a agentului exploziv convențional. Astfel de dispozitive – deși construite – nu au fost utilizate până în prezent, dar sunt considerate ca surse potențiale de contaminare radioactivă în contextul proliferării terorismului.